# توس کوچک
توس کوچک (نام علمی: Betula minor) نام یک گونه از سرده توس است.